# Cantu d'amuri/Tempu d'estati
Cantu d'amuri/Tempu d'estati è il diciassettesimo singolo di Domenico Modugno.

## Il disco
Il singolo fu stampato all'epoca contemporaneamente sia a 78 che 45 giri.
Penultimo singolo di Modugno durante il periodo RCA, ebbe un riscontro commerciale bassissimo e forse questo contribuì al suo successivo divorzio artistico da quella casa discografica.

Per questo motivo quindi le canzoni sono oggi molto rare.
Entrambe le canzoni non furono mai più ristampate né reincise da Modugno.